# Синодский сельсовет (Пензенская область)
Синодский сельсовет — сельское поселение в Шемышейском районе Пензенской области Российской Федерации.
Административный центр — село Синодское.

## История
Статус и границы сельского поселения установлены Законом Пензенской области от 2 ноября 2004 года № 690-ЗПО «О границах муниципальных образований Пензенской области».

## Население
| 2002 | 2010 | 2012 | 2013 | 2014 | 2015 | 2016 |
| ---- | ---- | ---- | ---- | ---- | ---- | ---- |
| 753  | ↘714 | ↘689 | ↘650 | ↘630 | ↗635 | ↘633 |
| 2017 | 2018 | 2021 |      |      |      |      |
| ↘615 | ↘598 | ↘527 |      |      |      |      |

## Состав сельского поселения
| № | Населённый пункт      | Тип населённого пункта       | Население |
| - | --------------------- | ---------------------------- | --------- |
| 1 | Александро-Богдановка | село                         | ↘87       |
| 2 | Синодское             | село, административный центр | ↘627      |